# De försvunna barnens strand
De försvunna barnens strand är en marockansk film från 1991 i regi av Jillali Ferhati.

## Rollista (i urval)
- Souad Ferhati - Mina
- Mohamed Timoud - Salam
- Fatima Loukili - Zineb